# Pedro Olea
Pedro María Olea Retolaza (* 30. Juni 1938 in Bilbao) ist ein spanischer Regisseur.

## Leben
Olea war Student an der offiziellen spanischen Escuela de Cinematografía de Madrid. Anfangs seiner Karriere drehte er Dokumentarfilme; seine ersten Spielfilme waren Komödien. In etlichen seiner mittlerweile etwa 25 Filmen stehen zwielichtige oder Figuren mit Doppelleben im Zentrum.
Für El maestro de esgrima erhielt er 1993 den Goya Award.

## Filmografie (Auswahl)
- 1971: El bosque del lobo
- 1974: Du meine Qual (Tormento)
- 1978: Ein Mann namens Herbstblume (Un hombre llamado flor de otono)
- 1992: The Fencing Master (El maestro de esgrima)